# Bona de Saboya (1388-1432)
Bona de Saboya (11 de octubre de 1388-4 de marzo de 1432) fue una princesa italiana, de Saboya y princesa consorte del Piamonte.

## Biografía
Era hija del conde Amadeo VII de Saboya y de Bona de Berry. Fue la única hija femenina de la pareja y recibió el nombre de su madre y de su abuela (Bona de Borbón).
La política matrimonial emprendida por su padre obligó a Bona a ser esposa de un hombre muy anciano; de hecho, fue casada con Ludovico de Saboya-Acaya, perteneciente a otra rama de la dinastía saboyana y que le sacaba más de veinte años. El matrimonio se celebró el 24 de julio de 1403 y sancionó la alianza entre las dos ramas de la familia empeñada en enfrentarse a los marqueses de Monferrato que amenazaban el Piamonte. Con el matrimonio, Bona se convirtió en princesa consorte de Piemonte, título que mantuvo hasta la muerte de su marido.
A causa de la esterilidad de Bona, no nacieron hijos y la rama de Saboya-Acaya se extinguió a la muerte de Ludovico en el año 1418. El título pasó a un hijo ilegítimo de Ludovico, Ludovico de Saboya-Racconigi, que dio vida a una nueva rama de la familia, los Saboya-Racconigi.